# ورم حميد مسنن
الورم الحميد المسنن (SSA) هو ما قبل سرطان مسطحة (أو لاطئة) آفة من القولون، وينظر في الغالب في الأعور والقولون الصاعد. ويعتقد أن SSAs يؤدي إلى سرطان القولون والمستقيم من خلال المسار المسنن (البديل).    هذا يختلف عن معظم سرطان القولون والمستقيم، والذي ينشأ من الطفرات التي تبدأ مع تعطيل الجين (APC).

## العلامات والأعراض
اتفاقات الخدمات الخاصة، بشكل عام، هي بدون أعراض. عادة ما يتم تحديدها على تنظير القولون وإزالة التشخيص والعلاج النهائي. 

### متلازمة السلائل المسننة
متلازمة السلائل المسننة (SPS) هي حالة نادرة نسبيا تتميز متعددة و / أو بوليبات مسننة كبيرة من القولون.  يتم تشخيص هذا المرض من خلال تحقيق أي من المعايير الطبية لمنظمة الصحة العالمية (WHO). 

## التشخيص
يتم تشخيص الورم الخميد المسنن من خلال مظهرهم المجهرية. هيستومورفولوجي، وتتميز بأنها (1) تمدد القاعدية من الخبايا، (2) sibation القبو، (3) الخبايا التي تعمل أفقيا إلى الغشاء القاعدي (الخرافات الأفقية)، و (4) سرداب الكربنة.  الأكثر شيوعا من هذه الميزات هو التمدد الأساسي من الخبايا. 

على عكس القولون التقليدية أورام (مثل الورم الحميد أنبوبي، الورم الحميد الزغابي )، فإنها لا (عادة) لديها النووية التغييرات (النووي فرط الانصباغ، الازدحام النووي، بيضاوي الشكل على شكل سيجار نوى /). 

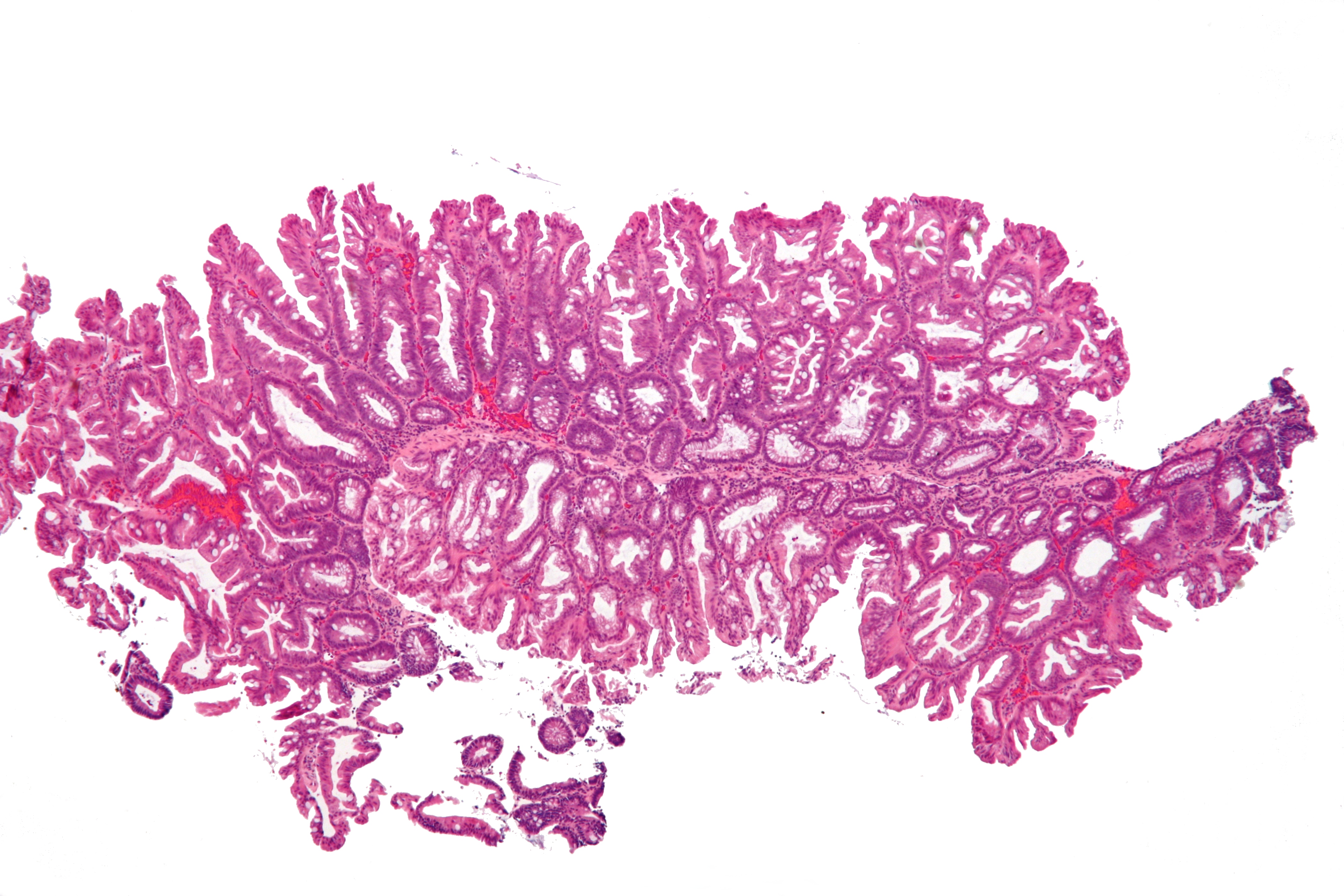
انخفاض التكبير مجهرية من SSA.
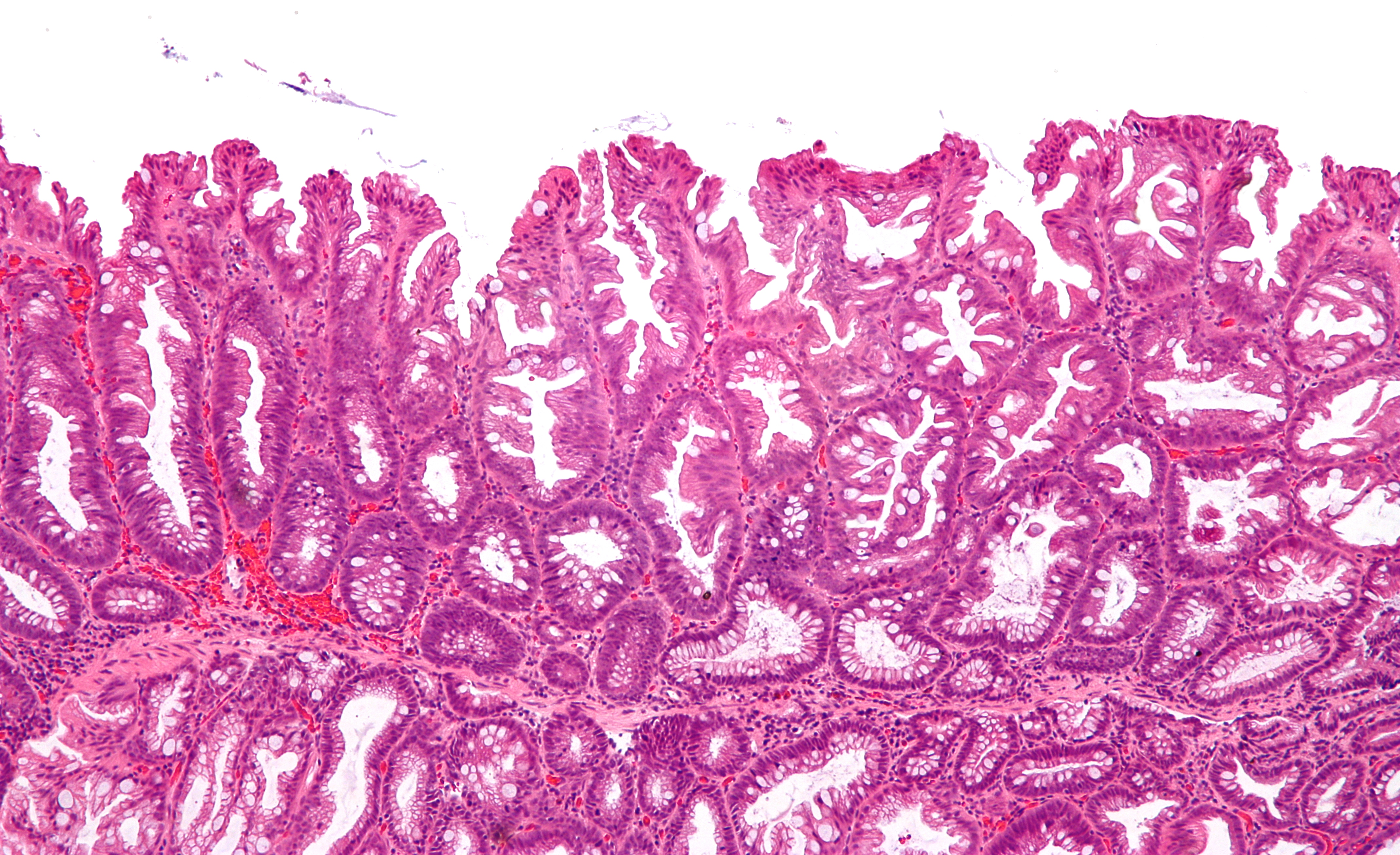
التكبير المتوسط صورة مجهرية من SSA.
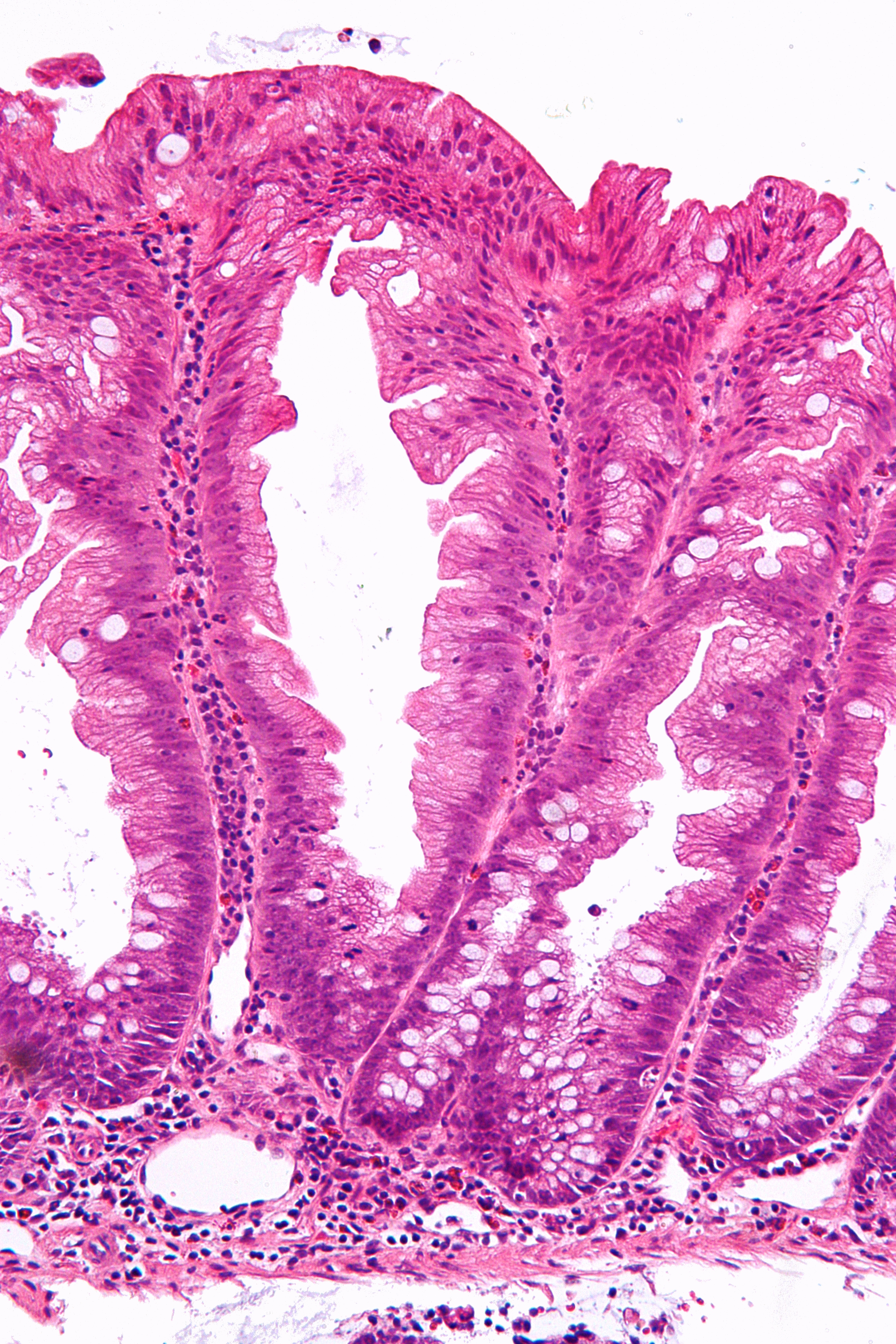
ارتفاع مجهر التكبير من SSA تظهر التجريف سرداب.

## العلاج
يعتبر الإزالة الكاملة للورم المسنن علاجية. 
العديد من الأورام الحميدة المسننة تنطوي على خطر أكبر من العثور على سرطان القولون والمستقيم في وقت لاحق ويتطلب مراقبة أكثر تواترا.  المبادئ التوجيهية للمراقبة هي نفسها كما هو الحال بالنسبة لأورام الغدد القولون الأخرى.  تعتمد فترة المراقبة على (1) عدد الأورام الغدية، (2) حجم الأورام الغدية، و (3) وجود ميزات ميكروسكوبية عالية الجودة.